# شلومو شارف
شلومو شارف (بالعبرية: שלמה שרף‏) هو مدرب كرة قدم ولاعب كرة قدم روسي وإسرائيلي، ولد في 1943 في سيبيريا في روسيا. لعب مع هبوعيل كفار سابا ‏.